# 悦目大眼蟹
悦目大眼蟹（学名：Macrophthalmus erato）为沙蟹科大眼蟹属的动物。分布于印度尼席亚、泰国湾、印度以及中国大陆的广东、海南岛、福建等地，生活环境为海水，主要穴居于潮间带泥沙滩上。